# Nototriche diminutiva
Nototriche diminutiva är en malvaväxtart som först beskrevs av R. Phil., och fick sitt nu gällande namn av Ivan Murray Johnston. Nototriche diminutiva ingår i släktet Nototriche och familjen malvaväxter. Inga underarter finns listade i Catalogue of Life.